# Daniel de Priézac
Daniel de Priézac (* 1590 im Limousin; † Mai 1662) war ein französischer Staatsbeamter und Literat. Er war Mitglied der Académie française.

## Leben und Werk

### Leben
Daniel de Priézac stammte aus Priézac, heute Saint-Solve, südwestlich Uzerche (Département Corrèze). Er studierte Rechtswissenschaft in Bordeaux und schloss 1614 mit der Promotion ab. Er wurde Ratsherr im Königlichen Rat und Mitarbeiter des Kanzlers Pierre Séguier, durch dessen Protektion er 1639 in die Académie française gewählt wurde (Sitz Nr. 40). Er starb 1662 im Alter von 72 Jahren.

### Schriften

#### Politische Schriften
Priézac veröffentlichte zwei größere politische Kampfschriften. In lateinischer Sprache widerlegte er das gegen Richelieus Politik gerichtete Werk Mars Gallicus des Cornelius Jansen in seinen Vindiciae gallicae, in denen er die Rechtsansprüche des französischen Königs verteidigte. Auf Französisch bestritt er in einem anderen Werk die von Juan Caramuel y Lobkowitz behauptete Legitimität Philipp II. als König von Portugal.

#### Religiöse Schriften
Im religiösen Bereich trat er als Übersetzer (in Versen) einiger Psalmen hervor, sowie im Rahmen der barocken Marienverehrung mit einer ausführlichen Darstellung der 10 Gnadengeschenke (französisch: privilèges oder prérogatives) der Gottesmutter Maria unter dem Titel: Les Privilèges de la Vierge Mère de Dieu. Übersicht über den Inhalt:
- 1.	Vorherbestimmung (1–48)
- 2.	Vorwegnahme im Alten Testament (49–97)
- 3.	Herkunft (98–144)
- 4.	Empfängnis (145–180)
- 5.	Unbefleckte Empfängnis (181–246)
- 6.	Fehlen jeglicher Neigung zum Bösen (247–301)
- 7.	Vollkommene Ausnahme von der Sünde (302–380)
- 8.	Vorteile der Geburt Mariens (381–414)
- 9.	Erstmalige Weihe der Jungfräulichkeit (415–464)
- 10.	Schönheit (465–516)

### Der Sohn
Daniel de Priézac ist nicht zu verwechseln mit seinem Sohn Salomon de Priézac, zwischen 1641 und 1672 Verfasser zahlreicher literarischer Werke. 

## Werke

### Politische Schriften
- Discours. G. Vernoy, Bordeaux 1621.
- Vindiciae gallicae, adversus Alexandrum Patricium Armacanum, theologum. Paris 1638. (gegen: Cornelius Jansen, Mars Gallicus seu de justitia armorum regis Galliae libri duo, 1635)
  - (französisch von Jean Baudoin) Défence des droits et prérogatives des roys de France, contre Alexandre-Patrice Armacan, théologien, escritte en latin, sous le titre de "Vindiciae gallicae", et fidellement traduitte en françois. P. Rocolet, Paris 1639.
- Observations sur un livre intitulé : Philippes le Prudent, fils de Charles le Quint, vérifié roy légitime de Portugal, des Algarves, des Indes et du Brasil, composé en latin par D. Jean Caramuel Lobkowitz, à Anvers. P. Rocolet, Paris 1640. (gegen: Juan Caramuel y Lobkowitz, Philippus prudens Caroli V. imp. filius lusitaniae legitimus rex demonstratus, 1639)
- Discours politiques. P. Rocolet, Paris 1652–1654. D. Foucault, Paris 1666.
- Miscellaneorum libri duo. P. Rocolet, Paris 1658.

### Religiöse Schriften
- Paraphrases sur les Pseaumes 8, 112, 127, 129, 143 et de l'hymne, Ave maris stella. Antoine de Sommaville und Augustin Courbé, Paris 1643. (Psalmenübersetzung in Versen)
- Les Privilèges de la Vierge Mère de Dieu. A. Vitré, Paris 1648–1651.